# Лоїзос Лоїзу
Лоїзос Лоїзу (грец. Λοΐζος Λοΐζου, нар. 18 липня 2003, Нікосія, Кіпр) — кіпрський футболіст, вінгер клубу «Омонія» та національної збірної Кіпру.

## Клубна кар'єра
Лоїзос Лоїзу є вихованцем клубу «Омонія», де він починав грати на молодіжному рівні. 11 травня 2019 року у віці 15 років 9 місяців і 23 дні Лоїзос дебютував у першій команді у матчах чемпіонату Кіпру. У складі «Омонії» Лоїзу вигравав чемпіонат Кіпру та брав участь  у матчах кваліфікації Ліги чемпіонів.

## Збірна
У серпні 2020 року Лоїзос Лоїзу отримав перший виклик до національної збірної Кіпру на матчі Ліги націй проти команд Азербайджану та Чорногорії. Під час поєдинку проти чорногорців Лоїзу вийшов на заміну 63-й хвилині гри.

## Досягнення
- Чемпіон Кіпру (1):

«Омонія»: 2020-21
- Володар Суперкубка Кіпру (1):

«Омонія»: 2021
- Володар Кубка Кіпру (2):

«Омонія»: 2021-22, 2022-23